# Croton aymoninorum
Espèce
Croton aymoninorum est une espèce de plantes à fleurs du genre Croton et de la famille des Euphorbiaceae, originaire de Madagascar.